# بیار (کامیاران)
بیار یک روستا در ایران است که در شهرستان کامیاران استان کردستان واقع شده‌است. بیار ۲۶۶ نفر جمعیت دارد.

## جمعیت
این روستا در دهستان بیلوار قرار دارد و براساس سرشماری مرکز آمار ایران در سال ۱۳۸۵، جمعیت آن ۲۶۶ نفر (۶۷ خانوار) بوده‌است.